# Leucinas
Las leucinas son principalmente cuatro aminoácidos isómeros: leucina, isoleucine, tert-leucina y norleucina. Siendo comparados con los cuatro butanoles,  podrían ser clasificados como glicinas butilo-sustituidas; presentan cuatro variaciones posibles.
Leucina e isoleucina pertenecen a los aminoácidos proteicogénicos; los otros son no-naturales.

## Isómeros
Incluyendo los estereoisómeros, seis isómeros más podrían ser añadidos: D-leucina, D-isoleucina, L-alloisoleucina, D-alloisoleucina, D-tert-leucina y D-norleucine.
| Leucinas          |                                                             |                                                          |                                                                   |                                                                |
| Nombre            | L-Leucina                                                   | L-Isoleucina                                             | L-tert-Leucina (Terleucina)                                       | L-Norleucina                                                   |
| Otros nombres     | Ácido 2-Amino-4-Metilpentanoico, Isobutilglicina            | Ácido 2-Amino-3-Metilpentanoico,sec-Butilglicina         | Ácido 2-Amino-3,3-Dimetilbutanoico, ter-Butilglicina              | Ácido 2-Amino-Hexanoico, n-Butilglicina                        |
| Estructura        |                                                             |                                                          |                                                                   |                                                                |
| CAS-Número        | 61-90-5                                                     | 73-32-5                                                  | 20859-02-3                                                        | 327-57-1                                                       |
| PubChem           | CID 6106 en PubChem CID 6106 en PubChem CID 6106 en PubChem | CID 791 en PubChem CID 791 en PubChem CID 791 en PubChem | CID 164608 en PubChem CID 164608 en PubChem CID 164608 en PubChem | CID 21236 en PubChem CID 21236 en PubChem CID 21236 en PubChem |
| Fórmula molecular | C6H13NO2                                                    | C6H13NO2                                                 | C6H13NO2                                                          | C6H13NO2                                                       |
| Masa molar        | 131.18 g/mol                                                | 131.18 g/mol                                             | 131.18 g/mol                                                      | 131.18 g/mol                                                   |

## Derivados
Cicloleucina podría ser clasificado como un derivado cíclico de la norleucina. Con un anillo ciclopentano,  tiene dos átomos de hidrógeno menos por lo que no es un isómero. El α-carbono no es un estereocentro.

Cicloleucina

- Datos: Q568476
- Multimedia: Leucine / Q568476